# Roberto Etchepareborda
Roberto Etchepareborda (Milán, Italia, 1923 - Falls Church, Virginia, Estados Unidos, 10 de abril de 1985) fue un historiador, profesor y diplomático argentino, que ocupó el cargo de ministro de Relaciones Exteriores entre 1961 y 1962.

## Actuación política
Hijo del cónsul argentino en Milán, Italia, se afilió a la Unión Cívica Radical en su juventud, cuando estudiaba en la Universidad de Buenos Aires.
Tras obtener el título de abogado, ejerció cargos en el radicalismo de la Ciudad de Buenos Aires durante las dos primeras presidencias de Juan Domingo Perón. Durante ese período se alineó con el diputado Arturo Frondizi.
Tras el derrocamiento del gobierno de Perón, formó parte de la Convención Nacional del Radicalismo, en la cual tuvo una actuación destacada promoviendo la candidatura presidencial de Frondizi, que en definitiva causó la fractura del radicalismo. Fue elegido concejal de la Ciudad de Buenos Aires en 1958, por la Unión Cívica Radical Intransigente; electo presidente del cuerpo, ejerció provisionalmente como intendente de la ciudad durante 13 días, hasta la asunción del intendente titular, Hernán M. Giralt.
En septiembre de 1961, el presidente Frondizi lo nombró ministro de Relaciones Exteriores, en reemplazo de Adolfo Mugica, quien había renunciado por la visita secreta del Che Guevara al presidente Frondizi. Su actuación no fue particularmente destacada.
Al producirse el derrocamiento del presidente Frondizi el 29 de marzo de 1962, por parte del brigadier general Cayo Alsina, el almirante Agustín Penas y el teniente general Raúl Poggi, éste intentó hacerse reconocer presidente por las Fuerzas Armadas. La negativa de Frondizi a presentar la renuncia complicó su situación interna, momento que aprovecharon el ministro de Defensa, Rodolfo Martínez, su par de Relaciones Exteriores, Etchepareborda, y el ministro de la Corte Suprema de Justicia, Julio Oyhanarte, quienes convencieron al presidente del Senado, José María Guido, de asumir la presidencia.
El nuevo presidente lo mantuvo en su cargo, pero alcanzó a durar apenas una semana. El 12 de abril del mismo año fue nombrado Comisionado Nacional, con cargo de gobernador, de la Provincia de Buenos Aires. Renunció a ese cargo el 1 de junio, para pasar a ser embajador en la India.

## Actuación académica y cultural
Pasó el resto de su vida dedicado a la vida académica y la historiografía. Residió durante muchos años en Falls Church, en los alrededores de Washington, Estados Unidos, donde ejerció como docente universitario. Trabajó en la Organización de los Estados Americanos, coordinando durante varios años la acción cultural de la misma. Además de ser miembro titular de la Academia Nacional de la Historia de la República Argentina desde el año 1960, fue académico correspondiente de varias academias de historia de España, Brasil, México, Perú, Costa Rica, Paraguay y Uruguay.
Entre sus libros de historia más destacados se encuentran:
- Política Luso-Rioplatense : 1810-1812 (1961)
- La revolución argentina de 1890 (1966)
- Tres revoluciones: 1890-1893-1905 (en colaboración con varios autores) (1968)
- Qué fue el carlotismo (1972)
- Zeballos y la política exterior argentina (1982)
- Hipólito Yrigoyen; imagen de un hombre y su trayectoria (1983)
- Historia de las relaciones internacionales argentinas (1978)
- Historiografía militar argentina (1984)

También colaboró asiduamente en la revista Todo es Historia, dedicada a la divulgación de los trabajos historiográficos argentinos.
En sus últimos años, la OEA lo nombró coordinador de las actividades destinadas a celebrar el quinto centenario del Descubrimiento de América.
Falleció de un paro cardíaco en la vía pública cerca de su casa, el 10 de abril de 1985.